# Homalonychidae
Homalonychidae zijn een familie van spinnen. De familie telt één beschreven geslacht en 3 soorten.

## Geslacht
- Homalonychus Marx, 1891

## Taxonomie
Voor een overzicht van de geslachten en soorten behorende tot de familie zie de lijst van Homalonychidae.